# The Very Best of Kiss
The Very Best of Kiss är ett samlingsalbum med KISS, släppt den 27 augusti 2002. Skivan innehåller material från 1974 - 1991.

## Låtförteckning
1. Strutter - (3:10) - (Stanley/Simmons)
2. Deuce - (3:30) - (Simmons)
3. Got To Choose - (3:53) - (Stanley)
4. Hotter Than Hell - (3:28) - (Stanley)
5. C'mon And Love Me - (2:56) - (Stanley)
6. Rock And Roll All Nite [Live] - (4:01) - (Simmons/Stanley)
7. Detroit Rock City - (3:36) - (Stanley/Ezrin)
8. Shout It Out Loud - (2:47) - (Simmons/Stanley/Ezrin)
9. Beth - (2:45) - (Criss/Pendrige/Ezrin)
10. I Want You - (3:03) - (Stanley)
11. Calling Dr. Love - (3:43) - (Simmons)
12. Hard Luck Woman - (3:31) - (Stanley)
13. I Stole Your Love - (3:03) - (Stanley)
14. Christine Sixteen - (3:11) - (Simmons)
15. Love Gun - (3:15) - (Stanley)
16. New York Groove - (3:00) - (Russ Ballard)
17. I Was Made for Lovin' You - (4:28) - (Stanley/Poncia/Child)
18. I Love It Loud - (4:14) - (Simmons/Vincent)
19. Lick It Up - (3:55) - (Stanley/Vincent)
20. Forever - (3:49) - (Stanley/Bolton)
21. God Gave Rock 'N' Roll To You II - (5:19) - (Stanley/Simmons/Ezrin/Ballard)

## Medverkande
- Paul Stanley - Sång, Kompgitarr, Gitarrsolo på spår 4, 11, 13 och Akustisk Gitarr på spår 4
- Gene Simmons - Elbas, Sång
- Ace Frehley - Gitarr, Sång
- Peter Criss - Trummor, Sång, Slagverk
- Vinnie Vincent - Gitarr på spår 18 och 19
- Eric Carr - Trummor på spår 18, Sång på spår 21
- Bruce Kulick - Gitarr på spår 20 och 21
- Eric Singer - Trummor på spår 21
- Anton Fig - Trummor på spår 16 och 17
- Vini Poncia - Synth på spår 17